# Пік Гельброннер
Пік Гельброннер (фр. Pointe Helbronner, італ. Punta Helbronner) — гора у масиві Монблан, в Грайських Альпах, на кордоні між Францією та Італією. Названий на честь Поля Гельброннера — французького політехніка, альпініста та геодезиста, піонера картографування Альп. Пік раніше служив точкою геодезичного відліку.
Нині на вершині розташована станція канатної дороги, яка бере свій початок в Курмайорі (1 500 м. н.р.м.). Станція являє собою кругову терасу діаметром приблизно 14 м.
З піку Гельброннера відкривається чудовий краєвид на основні чотиритисячники Західних Альп: Монблан, Дюфур, Маттергорн, Гран-Парадізо та Гран-Комбен. Краєвиди з вершини є настільки ефектними, що тут часто проводяться різноманітні фотосесії. Зокрема, у 2016 році команда MotoGP «Yamaha Factory Racing» проводила тут фотосесію своїх мотоциклів Yamaha YZR-M1.